# 志保田務
志保田 務（しほた つとむ、1937年9月6日 - 2023年12月26日）は、日本の図書館情報学者。学位は博士（図書館情報学）。桃山学院大学名誉教授。図書館を学ぶ相互講座主宰。LISSASPAC JAPAN CHAPTER 会長。

## 略歴
大阪府出身。1963年関西大学法学部卒、2004年図書館情報大学大学院博士課程修了。
1965年大阪府立大学附属図書館司書。1978年桃山学院大学社会学部助教授、1990年文学部教授。1994年から1995年アリゾナ大学大学院客員研究員。1999年から2010年放送大学客員教授。2002年桃山学院大学経営学部教授、2008年定年退任、名誉教授。
2004年『日本における図書館目録法の標準化と目録理論の発展に関する研究』（で博士（図書館情報学）の学位を取得

## 著書
- 『日本における図書館目録法の標準化と目録理論の発展に関する研究』（学芸図書） 2005
- 『情報資源組織論 よりよい情報アクセスを支える技とシステム』（編著、ミネルヴァ書房、講座図書館情報学） 2014

### 共編著
- 『戦後英米作家研究図書 書誌と所在』（共編集、日本図書館研究会） 1977
- 『資料組織法』（木原通夫、高鷲忠美共著、第一法規出版） 1980
- 『『日本十進分類法新訂8版』における改訂事項 同新訂7版関係事項との対照表』（野口恒雄共著、びぶりおん） 1982
- 『NDC変換便覧』（野口恒雄共編纂、日外アソシエーツ） 1986
- 『分類・目録法入門』（木原通夫共著、第一法規出版） 1987
- 『永井荷風の読書遍歴 書誌学的研究』（赤瀬雅子共著、荒竹出版） 1990
- 『日本図書館研究会・整理技術研究グループ史 戦後の整理技術研究の一断面』（編著、日本図書館研究会・整理技術研究グループ） 1993
- 『資料組織法演習問題集』第2版（高鷲忠美共編、第一法規出版） 1997
- 『資料組織演習 書誌ユーティリティ目録演習 提示モード編』（編、北克一著、M.B.A.） 1998
- 『資料組織論』（高鷲忠美共編著、放送大学教育振興会） 1998
- 『図書館概論』（前島重方共編、高橋和子、高山正也、渡辺信一共著、樹村房、新・図書館学シリーズ） 1998
- 『情報サービス 概説とレファレンスサービス演習』（西田文男監修、平井尊士共編著、学芸図書） 1999
- 『図書館と情報機器・特論 情報メディアの活用12章』（平井尊士共編著、第一法規出版） 1999
- 『NCRプログラム式演習と基本概念の分析 日本目録規則1987年版改訂版への手引き』（岩下康夫、遠山潤共著、学芸図書） 2000
- 『学校図書館メディアの構成』（高鷲忠美、北克一共編著、放送大学教育振興会） 2000
- 『情報活用術 情報検索・情報処理の楽々実行 サーチャー・システムアドミニストレータへの入門路』（平井尊士、中崎修一共編著、学芸図書） 2000
- 『資料組織法演習問題集 マルチメディア版』（高鷲忠美、平井尊士共編著、第一法規出版） 2001
- 『資料・メディア総論 図書館資料論・専門資料論・資料特論の統合化』（山本順一共監修著、平井尊士、谷本達哉恵中村信、前川和子編著、学芸図書） 2001
- 『芥川龍之介の読書遍歴 壮烈な読書のクロノロジー』（山田忠彦、赤瀬雅子共編著、学芸図書） 2003
- 『学校教育と図書館 司書教諭科目のねらい・内容とその解説』（北克一、山本順一共編著、第一法規） 2007
- 『情報資源組織法 資料組織法・改』（高鷲忠美共編著、平井尊士共著、第一法規） 2012
- 『図書館サービス概論』（杉山誠司、家禰淳一共編著、学芸図書、実践図書館情報学シリーズ） 2013
- 『情報資源組織論 よりよい情報アクセスを支える技とシステム』（編著、ミネルヴァ書房、講座図書館情報学） 2014

## 翻訳
- 『コンサイスAACR2 1988改訂版』（マイケル・ゴーマン、岩下康夫共訳、日本図書館協会） 1996
- 『コンサイスAACR2R プログラム式演習』（エリック・J・ハンター、岩下康夫共訳、日本図書館研究会） 1998